# 미국 보수당
미국 보수당(영어: American Conservative Party)은 인터넷을 통한 회원 단체들의 협력적 회의를 통해 2008년 2월에 설립된 미국의 우익 정당이다.